# Українське біохімічне товариство
Українське біохімічне товариство (УБТ) — всеукраїнська добровільна, самоврядна науково-громадська організація науковців, викладачів, аспірантів, студентів та інших фахівців-біохіміків, яка створена для задоволення громадських інтересів своїх членів в галузі біохімії, молекулярної біології, біотехнології та в суміжних напрямах науки, освіти, медицини, сільського господарства, харчової й легкої промисловості тощо.

## Мета організації
Основна мета товариства — об'єднання вчених для розвитку біохімії та споріднених наук, захист їх фахових інтересів, взаємна координація науково-дослідної роботи та обмін досвідом між вченими.

## Історія заснування
Засновано з ініціативи академіка Олександра Палладіна в липні 1928 року як Українське фізіологічне товариство. Згодом воно було перейменовано в Українське товариство фізіологів, біохіміків і фармакологів, з якого в 1959 році утворилося три самостійних українських товариства: фізіологічне, біохімічне і фармакологічне. Незмінним головою (президентом) спільного товариства, а з 1959 року — Українського біохімічного товариства за свого життя був академік О. В. Палладін. Після 1972 р. президентами УБТ були академіки: Ростислав Чаговець (1973—1976 рр.), Максим Гулий (1976—1987 рр.), В. К. Лішко (1987—1990 рр.), Дмитро Мельничук (1992—1999 рр.), Сергій Комісаренко (від 1999 р. — дотепер). У 1990—1992 рр. обов'язки президента Українського біохімічного товариства виконував проф. Михайло Курський.

## Органи управління
Органами управління Товариства є: З'їзд, Центральна рада, Президія та Ревізійна комісія. Головним заходом і визначною подією у житті УБТ є проведення з'їзду Товариства, на якому підводяться підсумки діяльності його членів, певних лабораторій, обласних відділень за фундаментальною та прикладною біохімічною тематикою. На з'їзді розглядаються стан досліджень і досягнення вітчизняної біохімії та визначаються перспективні напрями її розвитку, формулюються основні завдання на найближчі роки. Станом на липень 2013 року відбулося 10 з'їздів товариства. І — в 1965 році в Чернівцях, ІІ — у Києві (1971 р.), ІІІ — у Донецьку (1977 р.), IV — у Дніпропетровську (1982 р.), V — в Івано-Франківську (1987 р.), VI — у Києві (1992 р.), VII — також у Києві (1997 р.), VIII — в Чернівцях (2002 р.), IX — у Харкові, останній Х Український біохімічний з'їзд відбувся в 2010 році в Одесі.

## Центральна рада
Виконавчим органом УБТ є Центральна рада, яка здійснює загальне керівництво діяльністю Товариства. На останньому X з'їзді обрано Центральну раду в кількості 50 осіб. Виконавчим органом, що здійснює поточне керівництво, є Президія, до складу якої входять президент, віце-президенти, вчений секретар (призначається Президентом) та інші члени президії, обрані Центральною радою.

### Президія
До складу чинної Президії входять:
1. Академік НАН України Комісаренко С. В. (Президент)
2. Академік НАН України Мельничук Д. О. (віце- президент)
3. Академік НАН України Єльська Г. В.(віце- президент)
4. Член-кор. НАН України Костерін С. О. (віце- президент)
5. Професор Матишевська О. П. (вчений секретар)
6. К.б.н. Борисова Т. О. (секретар з міжнародних зв'язків)
7. Член-кор. НАН України Гула Н. М.
8. Професор Каліман П. А.
9. Професор Курський М. Д.
10. Професор Лущак В. І.
11. Член-кор НАН України Малюта С. С.
12. Професор Остапченко Л. І.
13. Професор Перський Є. Е.
14. Член-кор. Сибірний А. А.
15. Член-кор. НАН України Стойка Р. С.
16. Член-кор. НАН України Тукало М. А.
17. К.б.н. Колибо Д. В.
18. Професор Запорожченко О. В.

### Почесні члени
За вагомий внесок у розвиток біохімічної науки в Україні та за підготовку наукових кадрів на Х Українському біохімічному з'їзді (м. Одеса, 2010 р.)
Почесними членами товариства були обрані:
- академік НАН України С.Андронаті, проф. В.Тоцький та проф. Т.Палладіна (Україна),
- академік РАН В.Ткачук (Росія),
- проф. Й.Баранська та проф. А.Джугай (Польща),
- проф. К.Раєвський (ФРН),
- проф. А.Чихановер (Ізраїль),
- проф. Дж. Вотсон (США),
- проф. М.Грюнберг-Манаго (Франція).

## Регіональні відділення
Українське Біохімічне товариство об‘єднує 20 регіональних відділень: Київське (голова — проф. Великий М. М.), Кримське (голова — проф. Єфетов К. О.), Донецьке (голова — проф. Борзенко Б.Г), Львівське (голова — чл.-кор. НАН України Стойка Р. С.), Вінницьке (голова — проф. Луцюк М. Б.), Чернівецьке (голова — проф. Марченко М. М.), Дніпропетровське (голова — голова — д.б.н. Бразалук О. З..), Закарпатське (голова — проф. Фабрі З. Й.), Полтавське (голова — проф. Тарасенко Л. М.), Чернігівське (голова — проф. Явоненко О. Ф.), Тернопільське (голова — д.м.н. Корда М. М.), Івано-Франківське (голова — проф. Клименко А. О.), Кривий Ріг (голова — к.б.н. Гришко В. М.), Харківське (голова — проф. Перський Є. Е.), Луганське (голова — Комарєвцева І. О.), Одеське (голова — проф. Левицький А. П.), Запорізьке (голова — проф.  Александрова К.В.), Білоцерківське (голова — проф. Кононський О. І.), а також Білоруське (голова -А. Г. Мойсеєнок).

## Міжнародне співробітництво
Від 1994 р. УБТ є членом Європейської Федерації біохімічних товариств (FEBS) та асоційованим членом Міжнародного (всесвітнього) Союзу біохіміків та молекулярних біологів (IUBMB). УБТ має багатий досвід участі в міжнародних наукових форумах та в проведенні тематичних міжнародних конференцій, симпозіумів, шкіл. Згідно з угодою між Українським та Польським біохімічними товариствами регулярно проводяться спільні наукові конференції, зокрема Міжнародна конференція з біохімії та молекулярної біології ім. Я. Парнаса. Остання 7-ма Парнасівська конференція відбулася в 2009 році в м. Ялта (Україна).

## База
Базовою установою Українського біохімічного товариства є Інститут біохімії ім. О. В. Палладіна НАН України, де працюють постійно діючі семінари:
- Науково-теоретичний семінар з актуальних проблем біохімії Інституту біохімії й Українського біохімічного товариства — науковий керівник член-кор. НАН України, професор Костерін С. О.;
- Лекторій для наукової молоді «Вибрані питання сучасної біохімії» — науковий керівник член-кор. НАН України, професор Костерін С. О.;
- За ініціативи академіка С. В. Комісаренка, під егідою Міжвідомчої координаційної наукової ради НАН та АМН України з фундаментальних проблем медицини та за участю Київських відділень Українського біохімічного товариства, Українського молекулярно-біологічного товариства і Українського товариства патофізіологів започатковано роботу міжвідомчого наукового семінару «Молекулярна медицина». На регулярних засіданнях семінару розглядаються актуальні проблеми сучасних медико-біологічних наук та їх внесок в розвиток молекулярної медицини — науковий керівник професор Великий М. М.
- У меморіальному музеї О. В. Палладіна (при Інституті біохімії) постійно проводяться оглядово-пізнавальні, навчально-виховні тематичні екскурсії з історичної спадщини та розвитку біохімії в Україні й Українського біохімічного товариства, зокрема під егідою Юнацької секції Українського біохімічного товариства працює Університет юних біохіміків з постійно діючим лекторієм «Передові рубежі біології» та семінарськими заняттями. Ректором Університету є академік С. В. Комісаренко, відповідальним секретарем — к.б.н. В. І. Назаренко.